# Zwiesel
Pour l’article homonyme, voir Zwiesel (sommet).
Zwiesel est une ville allemande en Basse-Bavière, située dans l'arrondissement de Regen. Il s'agit également d'une station de sports d'hiver.

## Sport
La station accueille régulièrement des épreuves de la coupe du monde de ski alpin.

## Personnalité liée à la ville
- Käte Hoch (1873-1933), peintre allemande.
- Lutz Pfannenstiel, footballeur
- Tessa Ganserer, députée au Landtag de Bavière